# Рудка (Черкасская область)
Рудка (укр. Рудка) — посёлок в Маньковском районе Черкасской области Украины.
Население по переписи 2001 года составляло 39 человек. Почтовый индекс — 20115. Телефонный код — 4748.

## Местный совет
20115, Черкасская обл., Маньковский р-н, с. Кривец